# Josua Sylvander
Josua Sylvander, född 1 juni 1769, död 28 augusti 1833 i Stockholm, var en svensk friherre, jurist och ämbetsman.

## Biografi
Josua Sylvander var son till landskamreraren i Blekinge län Johan Gabriel Sylvander och Eva Elisabeth Molin. Sylvander blev redan som 18-åring auskultant i Svea hovrätt och kom att ägna sig åt juridiken. År 1791 blev han vice auditör vid Änkedrottningens livregemente. Han fick allt tyngre uppdrag och 1792 utsågs han till protokollförare vid rannsakningen över mordet på Gustav III. Han fick därefter flera domarförordnanden och utsågs 1800 till sekreterare i Svea hovrätt med lagmans titel.
Han utsågs 1810 till häradshövding i Livgedingets domsaga och året därpå till landshövding i Hallands län. Han blev 1818 justitieråd och 1826 president i Svea hovrätt. Han adlades 1812 och blev friherre 1830, men tog aldrig som sådan introduktion på Ridarhuset.
Under ett samtal med kungen på Stockholms slott avled han plötsligt 1833 av ett slaganfall.
En brorson till honom var Kalmarhistorikern Volmar Sylvander.